# Ariarathes VI.

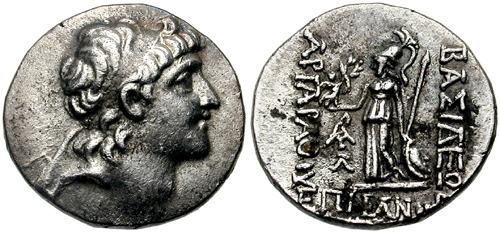
Ariarathes VI.

Ariarathes VI. Epiphanes Philopator (altgriechisch Ἀριαράθης Ἐπιφανής Φιλοπάτωρ Ariarátēs Epiphanḗs Philopátōr) war zwischen 130 und 116 v. Chr. (anders: 126–111 v. Chr.) König von Kappadokien.

## Leben und Wirken
Ariarathes VI., dessen Beinamen Epiphanes Philopator durch eine Inschrift aus Delos belegt sind, war der jüngste Sohn Ariarathes’ V. und der Nysa von Kappadokien. Seine fünfzehnjährige Regierungszeit begann, als er noch ein Kind war, so dass die tatsächliche Macht zunächst von seiner Mutter ausgeübt wurde. Justin zufolge soll Ariarathes’ Mutter (die von Justin fälschlich Laodike genannt wird) seine fünf älteren Brüder vergiftet haben, um selbst die Macht möglichst lange zu behaupten, er selbst sei durch die Fürsorge von Verwandten gerettet worden, während seine Mutter später durch loyale, der Dynastie treue Bürger getötet worden sei. Offenbar herrschten also große Dispute in der kappadokischen Königsfamilie, die sich der Onkel des Ariarathes mütterlicherseits, Mithridates V. Euergetes von Pontos zunutze machte, um aufgrund angeblicher Erbrechte Kappadokien zu besetzen. Dieser Versuch scheiterte wohl wegen des Eingreifens der Römer. Dann verheiratete Mitridates V. den Ariarathes mit seiner Tochter Laodike. Aus dieser Ehe hatte Ariarathes drei Kinder, Nysa, die Nikomedes III. Euergetes von Bithynien heiratete, sowie Ariarathes VII. Philometor und Ariarathes VIII. Epiphanes, die ihm nachfolgten.
Nachdem sich Ariarathes’ Position festigte und sich zeigte, dass sich Pontos’ Hoffnung nicht erfüllte, beherrschenden Einfluss auf Kappadokien auszuüben, ließ, nach einem bestrittenen Bericht, Mithridates VI., der Sohn Mithridates’ V., seinen Schwager durch Gordios, einen kappadokischen Adeligen, ermorden. Hierauf wurde das Königreich kurzzeitig von Ariarathes’ Witwe Laodike regiert, bis König Nikomedes III. von Bithynien die Macht ergriff, indem er Laodike heiratete. Dieser wurde jedoch bald darauf von Mithridates VI. vertrieben, um Ariarathes VII. zum Thron zu verhelfen. Die Regierungszeit des Ariarathes VI. dürfte, wie schon bei seinem Vater, durch eine weitere Hellenisierung Kappadokiens geprägt gewesen sein.